# Reginald de Vautort († 1245)
Reginald de Vautort (auch Reginald de Vautort II) (* vor 1206; † 1245) war ein englischer Adliger.
Reginald de Vautort entstammte der anglonormannischen Familie Vautort. Er war der älteste Sohn von Roger de Vautort und noch minderjährig, als sein Vater Ende 1206 starb. Um 1211 wurde er volljährig und übernahm sein Erbe, das über 55 Güter der Honour of Trematon in Devon und Cornwall umfasste. Während des Ersten Kriegs der Barone schien er loyal zu König Johann Ohneland gestanden zu haben. Im November 1216 bezeugte er mit die erneute Anerkennung der Magna Carta durch den Regentschaftsrat, der für den minderjährigen Heinrich III. die Regierung übernommen hatte. Wohl zum Dank bestätigte ihm der Regentschaftsrat wenig später den Besitz der Honour of Harberton, deren Besitz schon seinem Vater versprochen worden war. 1221 und 1224 diente Vautort als Sheriff von Cornwall. In den nächsten Jahren übernahm er noch verschiedene lokale Ämter, und 1242 ging er im Auftrag des Königs erfolgreich gegen den Rebellen William de Marisco auf Lundy Island vor.
1240 setzte er den der Untreue bezichtigten Prior der von seinen Vorfahren gegründeten Modbury Priory ab. Dazu übernahm er von der Familie Nonant das Patronat über Buckfast Priory und begünstigte das Priorat St Michael’s Mount in Cornwall sowie St Nicholas Priory in Exeter. Die Privilegien des 1201 erstmals erwähnten Boroughs von Saltash bestätigte er.
Vautort heiratete Joan, eine der Töchter von Thomas Basset aus Headington in Oxfordshire. Durch diese Heirat erwarb er Ansprüche auf Besitzungen bei Colyton in Devon, die jedoch auch von Walter III de Dunstanville beansprucht wurden. Aus seiner Ehe hatte Vautort keine überlebenden Kinder. Sein Erbe wurde deshalb sein Bruder Ralph de Vautort II.